# Orthrus muluensis
Orthrus muluensis là một loài nhện trong họ Salticidae.
Loài này thuộc chi Orthrus. Orthrus muluensis được Fred R. Wanless miêu tả năm 1980.